# Marathon féminin aux championnats du monde d'athlétisme 2007
Navigation
Helsinki 2005 Berlin 2009
L'épreuve du marathon féminin des championnats du monde d'athlétisme 2007 s'est déroulée le 2 septembre 2007 dans les rues d'Osaka au Japon, avec une arrivée au Stade Nagai. Elle est remportée par la Kényane Catherine Ndereba.

## Records
| Record du monde            | 2 h 15 min 25 s | Paula Radcliffe   | Royaume-Uni | 13 avril 2003     | Londres  |
| Record des championnats    | 2 h 20 min 57 s | Paula Radcliffe   | Royaume-Uni | 14 août 2005      | Helsinki |
| Meilleure performance 2007 | 2 h 20 min 38 s | Zhou Chunxiu      | Chine       | 22 avril 2007     | Londres  |
| Record d'Afrique           | 2 h 18 min 47 s | Catherine Ndereba | Kenya       | 7 octobre 2001    | Chicago  |
| Record d'Asie              | 2 h 19 min 12 s | Mizuki Noguchi    | Japon       | 25 septembre 2005 | Berlin   |
| Record d'Amérique du Nord  | 2 h 19 min 36 s | Deena Kastor      | États-Unis  | 23 avril 2006     | Londres  |
| Record d'Amérique du Sud   | 2 h 27 min 41 s | Carmen Oliveira   | Brésil      | 18 avril 1994     | Boston   |
| Record d'Europe            | 2 h 15 min 25 s | Paula Radcliffe   | Royaume-Uni | 13 avril 2003     | Londres  |
| Record d'Océanie           | 2 h 22 min 36 s | Benita Johnson    | Australie   | 22 octobre 2006   | Chicago  |

## Médaillés
| Or                | Argent       | Bronze     |
| Catherine Ndereba | Zhou Chunxiu | Reiko Tosa |

## Résultats

### Finale (2 septembre)
| Rang | Pays                | Athlète                   | Performance          |
| ---- | ------------------- | ------------------------- | -------------------- |
| 1    | Kenya               | Catherine Ndereba         | 2 h 30 min 37 s (SB) |
| 2    | Chine               | Zhou Chunxiu              | 2 h 30 min 45 s      |
| 3    | Japon               | Reiko Tosa                | 2 h 30 min 55 s (SB) |
| 4    | Chine               | Zhu Xiaolin               | 2 h 31 min 21 s      |
| 5    | Roumanie            | Lidia Simon               | 2 h 31 min 26 s      |
| 6    | Japon               | Kiyoko Shimahara          | 2 h 31 min 40 s (SB) |
| 7    | Kenya               | Rita Jeptoo Sitienei      | 2 h 32 min 03 s (SB) |
| 8    | Kenya               | Edith Masai               | 2 h 32 min 22 s      |
| 9    | Royaume-Uni         | Mara Yamauchi             | 2 h 32 min 55 s      |
| 10   | Russie              | Lyubov Morgunova          | 2 h 33 min 41 s      |
| 11   | Chine               | Zhang Shujing             | 2 h 33 min 46 s      |
| 12   | Russie              | Gulnara Vygovskaya        | 2 h 33 min 57 s      |
| 13   | Nouvelle-Zélande    | Nina Rillstone            | 2 h 33 min 58 s (SB) |
| 14   | Japon               | Mari Ozaki                | 2 h 35 min 04 s      |
| 15   | Mexique             | Madaí Pérez               | 2 h 35 min 17 s      |
| 16   | Algérie             | Souad Aït Salem           | 2 h 35 min 29 s      |
| 17   | Italie              | Anna Incerti              | 2 h 36 min 36 s (SB) |
| 18   | Japon               | Yumiko Hara               | 2 h 36 min 40 s      |
| 19   | Royaume-Uni         | Tracey Morris             | 2 h 36 min 40 s (SB) |
| 20   | Allemagne           | Melanie Kraus             | 2 h 37 min 20 s      |
| 21   | Chine               | Sun Weiwei                | 2 h 37 min 53 s      |
| 22   | Éthiopie            | Magarsa Assale Tafa       | 2 h 38 min 01 s      |
| 23   | Japon               | Yasuko Hashimoto          | 2 h 38 min 36 s      |
| 24   | Kenya               | Rose Cheruiyot            | 2 h 38 min 56 s      |
| 25   | Kenya               | Hellen Jemaiyo Kimutai    | 2 h 39 min 14 s      |
| 26   | Italie              | Deborah Toniolo           | 2 h 39 min 46 s      |
| 27   | Suède               | Anna Rahm                 | 2 h 41 min 15 s      |
| 28   | Roumanie            | Alina Gherasim            | 2 h 41 min 40 s      |
| 29   | Norvège             | Kirsten Melkevik Otterbu  | 2 h 41 min 57 s      |
| 30   | Slovénie            | Helena Javornik           | 2 h 42 min 03 s      |
| 31   | États-Unis          | Ann Alyanak               | 2 h 42 min 23 s      |
| 32   | Russie              | Nailiya Yulamanova        | 2 h 42 min 56 s      |
| 33   | Lituanie            | Živilė Balčiūnaitė        | 2 h 43 min 28 s      |
| 34   | Zimbabwe            | Tabitha Tsatsa            | 2 h 44 min 20 s      |
| 35   | États-Unis          | Zoila Gómez               | 2 h 44 min 49 s      |
| 36   | Portugal            | Analía Rosa               | 2 h 45 min 38 s (SB) |
| 37   | Chine               | Wei Yanan                 | 2 h 45 min 50 s      |
| 38   | États-Unis          | Dana Coons                | 2 h 46 min 12 s (SB) |
| 39   | Danemark            | Annemette Aagaard         | 2 h 46 min 22 s      |
| 40   | Turquie             | Bahar Dogan               | 2 h 46 min 25 s      |
| 41   | Israël              | Nili Abramski             | 2 h 46 min 27 s      |
| 42   | États-Unis          | Mary Akor                 | 2 h 47 min 06 s      |
| 42   | Allemagne           | Susanne Hahn              | 2 h 47 min 29 s      |
| 42   | Corée du Sud        | Lim Kyung-Hee             | 2 h 49 min 30 s (SB) |
| 42   | Corée du Sud        | Chae Eun-Hee              | 2 h 50 min 26 s      |
| 42   | Grèce               | Eléni Dónta               | 2 h 50 min 59 s      |
| 42   | Éthiopie            | Zekiros Adanech           | 2 h 54 min 00 s      |
| 42   | Italie              | Lucilla Andreucci         | 2 h 56 min 19 s      |
| 42   | États-Unis          | Samia Akbar               | 2 h 56 min 27 s (SB) |
| 42   | Grèce               | Yeoryía Abatzídou         | 2 h 59 min 22 s (SB) |
| 42   | Polynésie française | Patricia Gauquelin        | 3 h 03 min 08 s (SB) |
| 42   | Mongolie            | Luvsanlkhundeg Otgonbayar | 3 h 04 min 59 s      |
| 42   | Liechtenstein       | Kerstin Mennenga-Metzler  | 3 h 11 min 45 s      |
| 42   | Afrique du Sud      | Tanith Maxwell            | 3 h 14 min 56 s      |
| 42   | Afrique du Sud      | Poppy Mlambo              | 3 h 23 min 55 s      |
| 42   | Éthiopie            | Robe Tola                 | 3 h 26 min 45 s      |
| 42   | Belize              | Melissa Henderson         | 3 h 52 min 35 s      |
|      | Bosnie-Herzégovine  | Luciah Kimani             | DNF                  |
|      | Guinée-Bissau       | Domingas Embana Togna     | DNF                  |
|      | Mexique             | Angélica Sánchez          | DNF                  |
|      | Éthiopie            | Dire Tune Arissi          | DNF                  |
|      | Canada              | Lioudmila Kortchaguina    | DNF                  |
|      | Roumanie            | Luminita Talpos           | DNF                  |
|      | Russie              | Galina Bogomolova         | DNF                  |
|      | Italie              | Giovanna Volpato          | DNF                  |
|      | Roumanie            | Nuta Olaru                | DNF                  |
|      | Éthiopie            | Shitaye Gemechu           | DNS                  |

Records et Performances
- AR : Record continental (area record)
- CR : Record des championnats (championship record)
- MR : Record du meeting (meet record)
- NR : Record national (national record)
- OR : Record olympique (olympic record)
- PR : Record paralympique (paralympic record)
- PB : Record personnel (personal best)
- SB : Meilleure performance personnelle de la saison (season's best)
- WL : Meilleure performance mondiale de l'année (world leader)
- WJR : Record du monde junior (world junior record)
- WR : Record du monde (world record)

Circonstances et Conditions
- DNF : N'a pas terminé (did not finish)
- DNS : N'a pas pris le départ (did not start)
- DQ : Disqualification (disqualification)
- NM : Aucun essai valable enregistré (No Mark)
- Q : Qualifié « directement » au prochain tour (ou à la prochaine compétition), lors d'une compétition majeure, grâce au classement ou à la réalisation des minima (automatic qualifier)
- q : Qualifié au prochain tour (ou à la prochaine compétition), lors d'une compétition majeure, grâce au repêchage ou à la réalisation de l'une des meilleures performances parmi celles des « non qualifiés directement » (grâce au meilleur temps ou à la meilleure distance par exemple) (secondary qualifier)